# Ljalja Tschornaja
Ljalja Tschornaja (en ruso: Ляля Чёрная), nacida Nadezhda Sergeyevna Khmeljowa, en ruso: Надежда Сергеевна Хмелёва; (Nalchik, Óblast de Terek, Imperio Ruso, 15 de febrero de 1909 - Moscú, 2 de septiembre de 1982) fue una actriz, cantante y bailarina romaní rusa. 

## Trayectoria
Tschornaja nació el 15 de febrero de 1909 en Nalchik, en la actual Kabardino-Balkaria. Recibió su nombre artístico posterior Tschornaja (negro) cuando era niña. Su familia se mudó a Moscú.
A la edad de 13 años, Tschornaja apareció por primera vez en el escenario como bailarina con el coro moscovita Roma Polyakov en el restaurante "Арбаткий псодвал". Dos años después ya era muy conocida y daba conciertos como cantante. Debutó en el cine en 1928 como bailarina en Zhivoy trup. Después de que Ivan Ivanovich Lebedev y otros romaníes fundaran el Teatro Romen de Moscú en 1931, dejó el coro y trabajó en este teatro hasta 1972.
Gracias a su talento, se convirtió en la primera actriz principal. En 41 años interpretó más de 35 papeles. El actor y cofundador Lebedev, más tarde Rom-Lebedev, se convirtió en su primer marido. Como autor, escribió para ella la obra de teatro Carmen de Triana basada en la novela de Prosper Mérimée. Tschornaja interpretó el papel principal de la hija en la película Posledni tabor en 1936, que se realizó diez años después en la versión alemana Das letzte Zigeunerlager. Su segundo marido, Mikhail Mikhailovich Janshin, con quien se casó en 1934, tenía el papel principal masculino.
La pareja se divorció en 1941. Nikolai Pavlovich Khmelev, el director del Teatro de Arte de Moscú, se convirtió en el tercer marido de Chornaya. Su hijo Alexei Nikolayevich nació en 1943. Janschin se convirtió en el padrino del niño. Cuando estalló la guerra en 1941, el Teatro Romen estaba de gira. Se dedicó entonces a trabajar en hospitales militares. Khmelev murió el 1 de noviembre de 1945, en el ensayo general de Iván el Terrible.
Tras retirarse del teatro en 1972, realizó varias películas y una miniserie de televisión. En la película Табор уходит в небо (Los gitanos se van al cielo) actuó en el papel de una vieja romaní.
Continuó dando conciertos de canciones populares y romanzas. También estuvo interesada en los conciertos pop. Un año antes de su muerte dio su último concierto en un teatro de variedades.

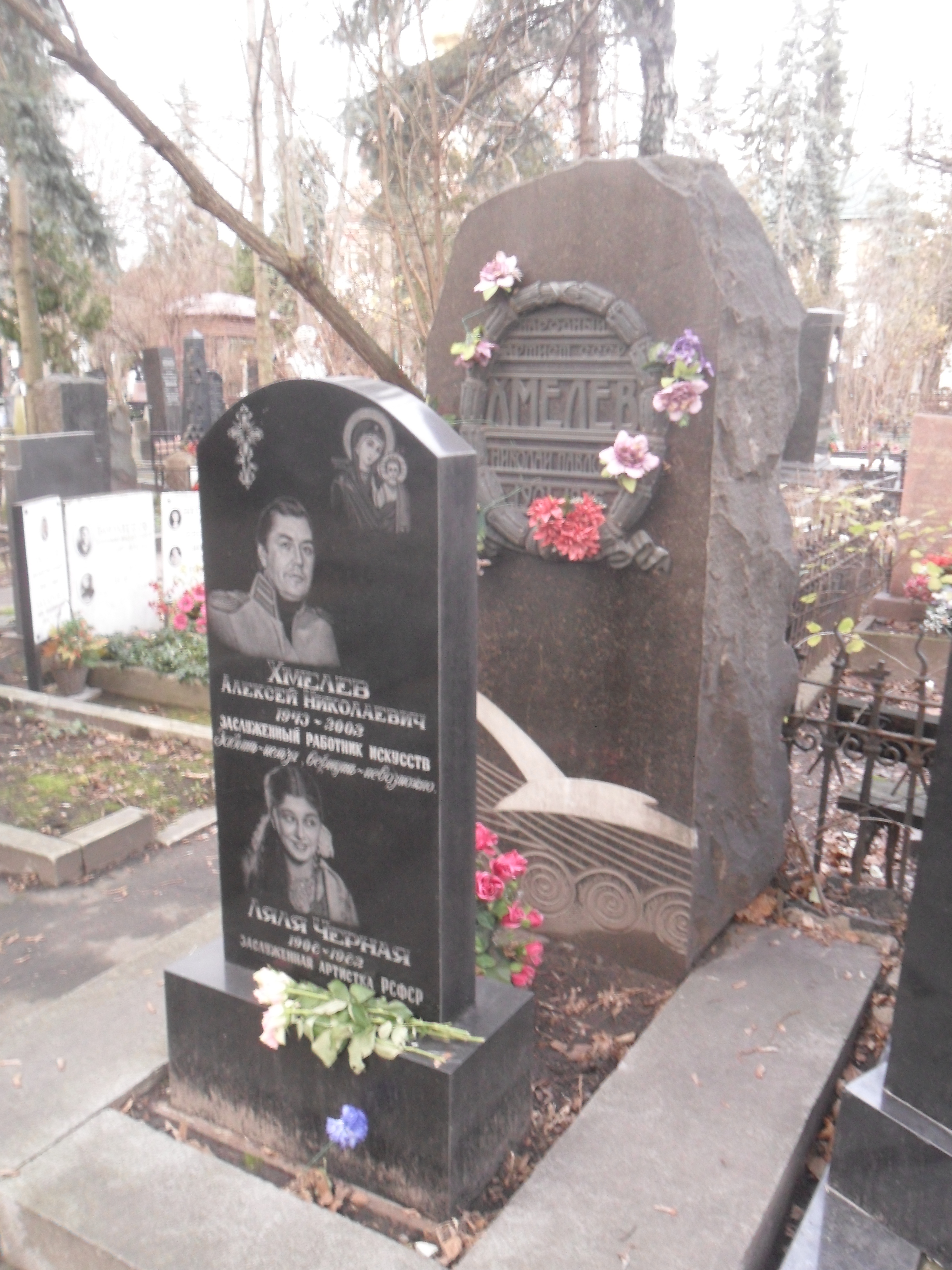
Tumba de la familia Khmelev

Lyalya Chornaya murió el 2 de septiembre de 1982 en Moscú. Fue enterrada en el cementerio Novodevichy junto a su esposo Nikolai Khmelev.

## Reconocimientos
- 1960: Artista del Pueblo de la RSFSR

## Filmografía
- 1928: Schivoi trup
- 1936: Posledni tabor
- 1974: Ogón
- 1975: Belyy Krug
- 1975: Vkus Khalvy
- 1976: Tabor uchodit w nebo
- 1979: Raskolotoe nebo (miniserie de televisión).